# Bumblebee (DC Comics)
Bumblebee, il cui vero nome è Karen Beecher-Duncan, è un personaggio immaginario dell'universo DC Comics, creato da Bob H. Rozakis (testi) e Irving Novick (disegni) per le pagina di Teen Titans vol. 1 n. 45 (dicembre 1976). Era un membro dei Giovani Titani ed è membro della Doom Patrol. Apparve per la prima volta come Karen nel numero 45 di "Teen Titans" del dicembre 1976, e adottò l'identità di Bumblebee tre numeri dopo. Storicamente, Bumblebee è talvolta considerata la prima supereroina nera della DC Comics, sebbene questa distinzione sia stata accordata anche a Nubia, un combattente del crimine in costume meno tradizionale di Bumblebee, che debuttò tre anni prima, nel 1973.

## Biografia del personaggio

### Giovani Titani
La scienziata Karen Beecher è la fidanzata di Herald (alias Mal Duncan), membro dei Teen Titans. Per aiutare Herald a fare bella figura agli occhi della squadra, Karen crea segretamente una supertuta a tema calabrone e attacca i Teen Titans, fuggendo senza che la sua identità venga rivelata.
Quando Karen spiega le sue azioni ai Titans, questi ne rimangono impressionati e la accolgono nella squadra. Dopo lo scioglimento dei Titans, Karen e Mal si sposano e si ritirano dall'eroismo, con la prima impiegata presso i Laboratori S.T.A.R.
Occasionalmente sono tornati a combattere il crimine assistendo la squadra, in particolare durante una breve rinascita dei Titans West e l' evento Justice League /Titans che ha riunito tutti i membri coinvolti nella squadra. In seguito, Mal e Karen si sono uniti brevemente all'ultima incarnazione dei Titans della Costa Ovest (ora chiamata Titans LA), ma questa incarnazione della squadra non è mai stata veramente formalizzata.

### Crisi infinitaeUn anno dopo
Bumblebee e suo marito sono tra gli eroi reclutati da Donna Troy per aiutare a scongiurare una crisi che minacciava l'esistenza dell'universo. Dopo una battaglia nello spazio, la maggior parte degli eroi viene intrappolata da un Raggio Zeta che Adam Strange intendeva usare per teletrasportarli lontano da una spaccatura nello spazio. Gli effetti combinati della spaccatura e del Raggio Zeta rimpiccioliscono Bumblebee a quindici centimetri di altezza. In seguito, si unisce alla Doom Patrol.
In Doom Patrol n. 18, Karen si riunisce alla squadra dopo mesi di inattività a causa del suo divorzio da Mal Duncan, ora sfoggiando un nuovo costume e una pettinatura a nido d'ape.

### DC Rebirth
Nella continuity di DC Rebirth, Karen è la moglie di Mal Duncan. In seguito rivela di avere il potere di lanciare esplosioni di energia dalle mani, il che torna utile durante la battaglia dei Teen Titans contro Mister Twister. Alla fine dello scontro, entra in travaglio e alla fine dà alla luce una figlia. Mal porta Karen alla Meta Solutions per valutare i suoi poteri, poiché è stata la stessa azienda a toglierglieli. A differenza del marito, Karen ama i suoi poteri e vuole trovare un modo per controllarli. A loro insaputa, la Meta Solutions è gestita da Psimon e dai Fearsome Five, cosa che Mal scopre dopo aver visto Mammoth nell'atrio. Sebbene i Fearsome Fivea ffermino di essere cambiati, i Titani indagano sul loro quartier generale e vengono attaccati. Karen indossa una tuta speciale progettata per lei dalla Meta Solutions e scopre di avere la capacità di volare e rimpicciolirsi. Riesce a salvare i Titani, ma Psimon le porta via i ricordi di Mal e di suo figlio. Karen in seguito riacquista i suoi ricordi e si ritira per stare con la sua famiglia.

## Poteri e abilità
Inizialmente Bumblebee non aveva veri superpoteri e le sue abilità uniche derivavano dalla sua tuta da battaglia ad alta tecnologia. La tuta aumentava notevolmente la sua forza, velocità, resistenza, agilità e riflessi, fungendo da armatura. Le permetteva anche di volare e di generare elettricità e adesivi gialli simili al miele.